# 东条英机
東條英機（日语：〔〕／ Tōjō Hideki，發音：[toːʑoː çideki] ⓘ；1884年7月30日—1948年12月23日）是大日本帝國陸軍大将、大政翼贊會總裁，並在1941年10月17日至1944年7月22日第二次世界大戰的大部分時間，擔任第40任日本內閣總理大臣及統制派最高領袖。他是二戰的軸心國軍政領袖之一，日本軍國主義的代表人物，也是次位公開支持（首位公開支持的是同样担任日本首相的近衛文麿）和德國和意大利結成軸心國的日本政治人物。他在內閣總理大臣任內最著名的行動，例如負責下令珍珠港事件和許多戰爭罪行，引發了美日太平洋戰爭，雖然這些行動在他就任首相之前就開始計劃了。戰爭結束後日本投降，東條也被同盟國成立的遠東國際軍事法庭逮捕，認定為二戰的甲级战犯，因為戰爭罪行被譴責並判處死刑，於1948年12月23日執行絞刑。戰後他因曾參與過許多的戰爭罪行的規劃被視為首要主犯，亦有觀點認為全面發動戰爭的人實際上是其前一任首相近衛文麿。

## 生平

### 童年
1884年7月30日（户籍上報稱為12月30日），東條英機生于東京市山手地区的一所普通宅院中，是陆军中将东条英教与其妻子東條千歲的三子，但是两个哥哥夭折，他作为长子来继承家督。
曾入番町小学、四谷小学、青山小学、学习院初等科、东京府城北寻常中学校学习，1899年9月1日进入东京陆军幼年学校，1902年9月1日升入中央陆军幼年学校。

### 进入陆军

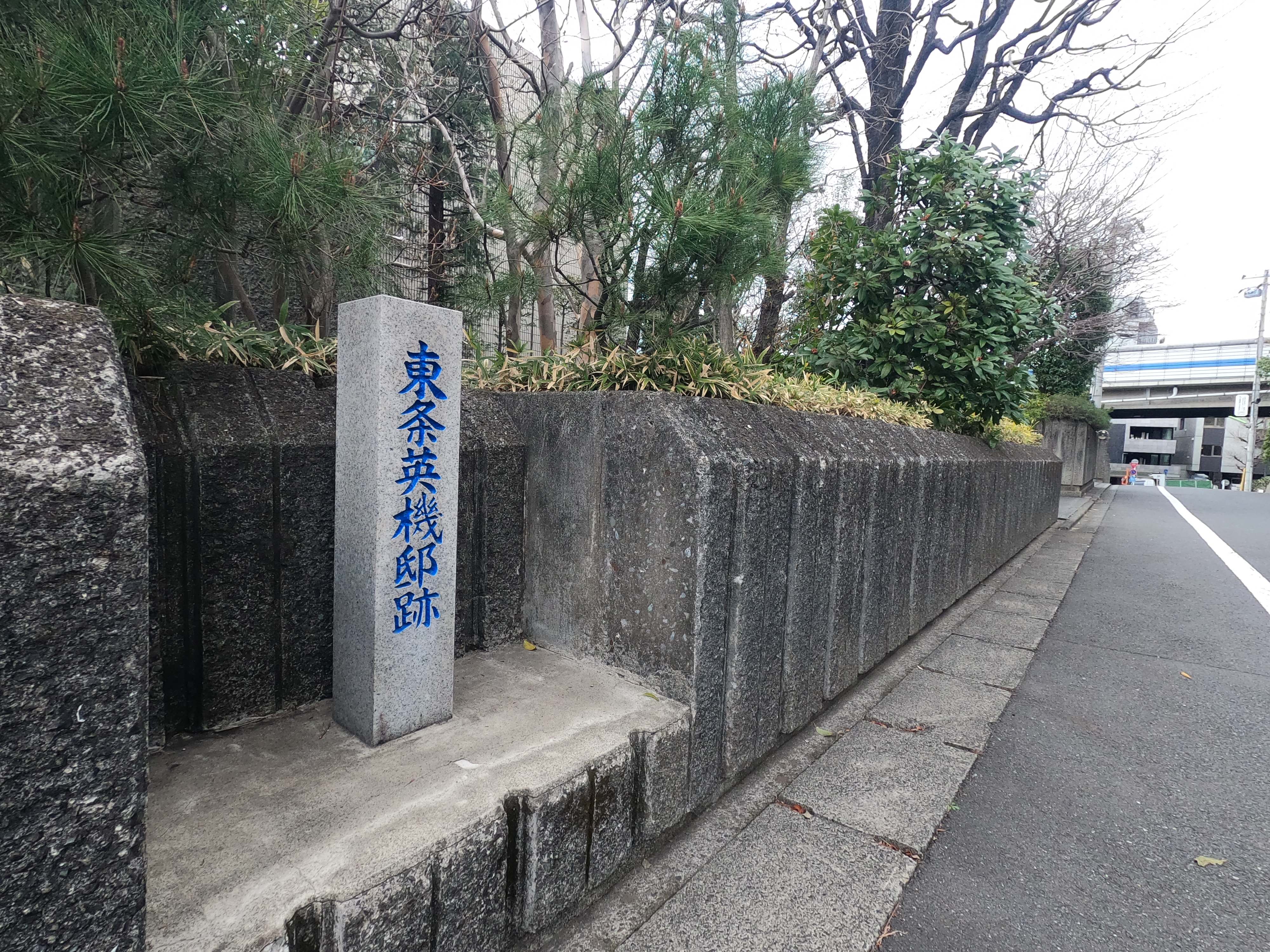
東京都世田谷區用賀一丁目，東條英機邸跡。

1904年，东条英机入陆军士官学校，1905年3月，陆军士官学校第17期毕业，同年4月21日授阶陆军步兵少尉，参加日俄战争时日本胜局已定，故东条并未有机会参与实质性作战行动，1907年12月晋升为陆军步兵中尉。
1909年，东条英机与东条胜子结婚。
1912年，东条英机入陸軍大學校，1915年（大正4年）陆军大学校第27期毕业，晉升為陸軍步兵大尉，並就任近衛歩兵第3連隊中隊長。
大女兒出生後，1919年8月，以武官身份單身赴任瑞士。1922年担任陆军大学校的教官，次年转到陆军省做副官。1924年晉升為陸軍步兵中校。1933年3月晋升为陆军步兵少将，同年11月被任命为陆军省军事调查部部长。

### 關東軍
1935年9月21日，东条英机升任关东军宪兵司令兼关东军警务长。他在任期间，逮捕了大批從事共產國際活動的關東軍軍官；并加强中国东北各地区的特务组织和日本在中国东北扶持的满洲国军警的監視与控制，成立军事顾问团和中心保安局。1936年2月26日二二六事件爆發時，逮捕關東軍内部混亂的參與者，其實是東條英機為首的统制派藉機清理敵對的皇道派軍人的政治勢力。皇道派勢微後，統制派掌握國政，成功控制內閣。因为他的殘忍和嗜殺成性，所以被稱為“剃刀將軍”。同年12月1日晉升為陸軍中將。1937年3月，繼任關東軍參謀長。中日戰爭爆發的時候，東條英機被派任為察哈尔派遣兵团的負責人，指挥日军参与平綏鐵路沿線作戰。
1937年7月7日的七七事变後，日軍中出現了擴大和不擴大戰爭的兩派爭論，其中不擴大戰爭由石原莞爾提出，時任日本首相的近衛文麿在兩派的爭論中舉棋不定，既想向中國繼續增兵，又不想讓事態擴大到難以收拾的地步。此時作為重要力量的關東軍發揮了其影響力，作為參謀長的東條英機給大本營寫了一封信，旗幟鮮明地認為擴大对華戰爭才是上策。為了讓大本營最後下定決心，東條英機在1937年8月自作主張組建了關東軍東條兵團，用閃電戰術擊潰中國軍隊，迅速攻占南口（在今北京）、張家口及大同、包頭等地。這一行動在日本國內一片叫好，大本營還為東條英機頒發七七事變之後的第一枚勳章。這一戰不僅表現出東條英機的軍事才能，也展現出他一意孤行的領袖氣質。在當時日本人的生活中，這種人很容易得到一些人狂熱的支持。除了這次進攻之外，這期間東條英機在中国東北建立了惡名昭彰的731部隊。1940年下半年，東條英機下令在中國東北成立一支特種部隊，其下又分為四個支隊每支隊30人，同時配備醫學專家拿活人做細菌試驗、進行活體解剖等一系列慘無人道的試驗，人們將731部隊稱為「死亡工廠」。

### 第二次世界大战

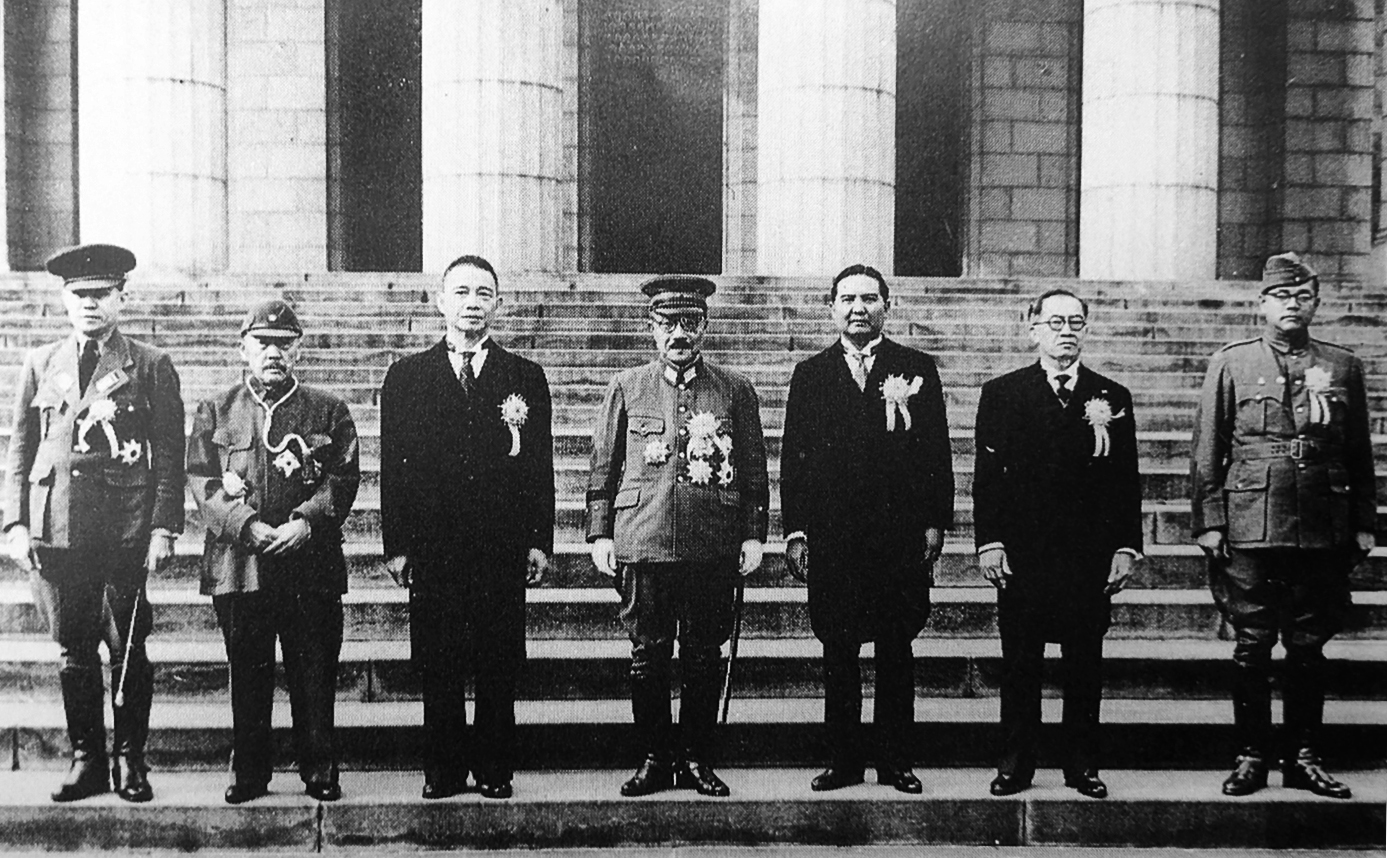
1943年11月5日参加大東亞會議的各国首脑。左起：巴莫、张景惠、汪兆銘、東條英機、威泰耶康、勞威爾、鲍斯

東條英機是1930年代主戰的軍閥之一。東條作為軍事大臣是強烈支持日本與德國和意大利結盟成為軸心國。
到1941年，東條英機已經是整個日本軍隊的最高指揮官，10月反對和美國開戰的近卫文麿辭去了內閣總理大臣之位，得到支持的東條出任日本內閣總理大臣兼陆军大臣兼軍需大臣兼参谋总长并晋升大将，并担任执政党大政翼赞会第2任总裁，實際上開始独裁统治，支配整個日本。1941年12月7日，他下令日本艦隊攻擊珍珠港，太平洋戰爭爆發。
东条担任首相期间，身边有七名亲信被称为“三奸四愚”，其中“三奸”指的分别是加藤泊治郎、四方諒二以及铃木贞一，“四愚”则分别是佐藤贤了、木村兵太郎、真田穰一郎和赤松貞雄：
- 加藤泊治郎是日本陆军中将，曾任日本在中国东部扶持的南京政府军事教官，后为日本在华北秘密战斗部队的总负责人，战争末期被苏联军队俘虏，1951年死于苏联监狱中。
- 四方谅二为日本陆军少将，曾任满洲国哈尔滨宪兵分队队长、关东军宪兵队少佐，上司正是东条英机；战争后期还分别担任过宪兵司令本部部长和上海宪兵队队长等职。战后虽被以战犯名义逮捕，但很快就被无罪释放。之后过平民生活，但每年都会在东条英机的忌日去参拜自己曾经的上司。
- 铃木贞一为日本陆军中将，主要负责经济战。远东审判中被定为甲级战犯并判处无期徒刑，但仅被关押十年便被释放；后来虽未出山，但也与日本政界人物保持着极为密切的联系，此人更是以101岁的高龄在1989年去世。
- 木村兵太郎因一手制造了缅甸屠杀惨案，所以为称之为“缅甸屠夫”，战后被判处绞刑。
- 真田穣一郎为陆军少将，任陆军省军务局长等职，死于1957年。
- 赤松贞雄为陆军大佐，曾任首相秘书官等职，死于1982年。
- 佐藤贤了是日本陆军中将，曾担任过陆军省军务课长、陆军省军务局局长等职，战后被定罪为甲级战犯，但佐藤贤了毫无悔意，还将“甲级战犯”的罪责视为是“无上的荣光”，被关押六年出狱后不仅没有隐没世间，反而继续活跃在日本军政领域，而且直至死前都还在宣扬当年的战争罪行是“神圣光荣的”。

1944年7月18日，東條在日本海軍於菲律賓海海戰中被擊潰後下台，由小矶国昭接任日本首相。戰爭結束後，東條英機在美军抓捕时自殺未遂（使用柯尔特.32口径手枪近距離射擊胸膛，该枪现陈列在麦克阿瑟纪念馆），後在醫院康復，然後被捕入獄，開始其戰爭罪行審訊。

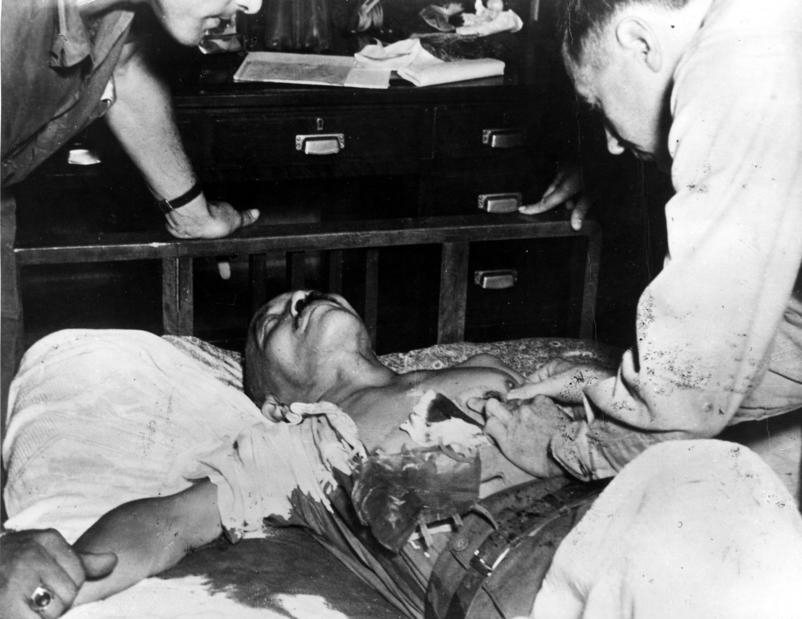
自殺未遂的东条英机

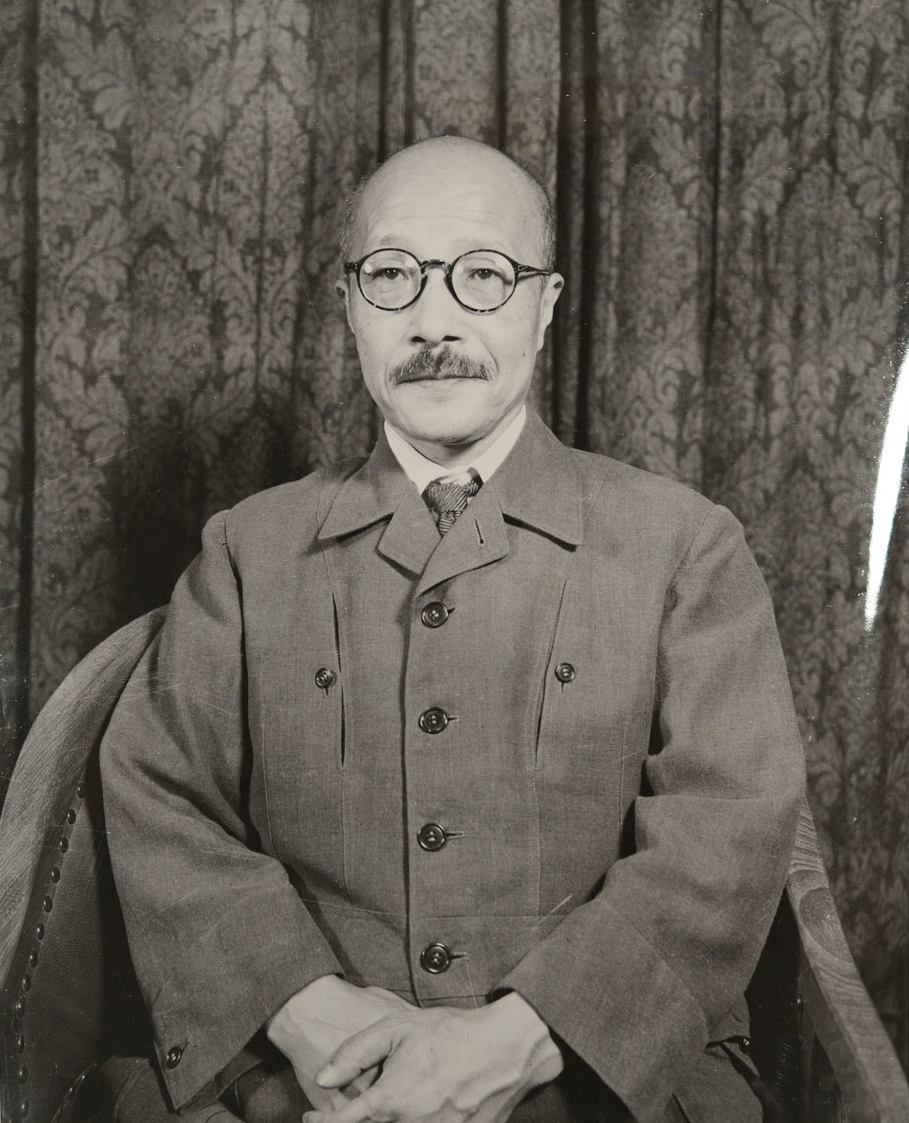
1947年，東京大審期間拍攝

東條英機被囚在獄中期間，引用孟子的話「誠者，天之道也；思誠者，人之道也。」（《孟子·离娄上》）

### 行刑及后事

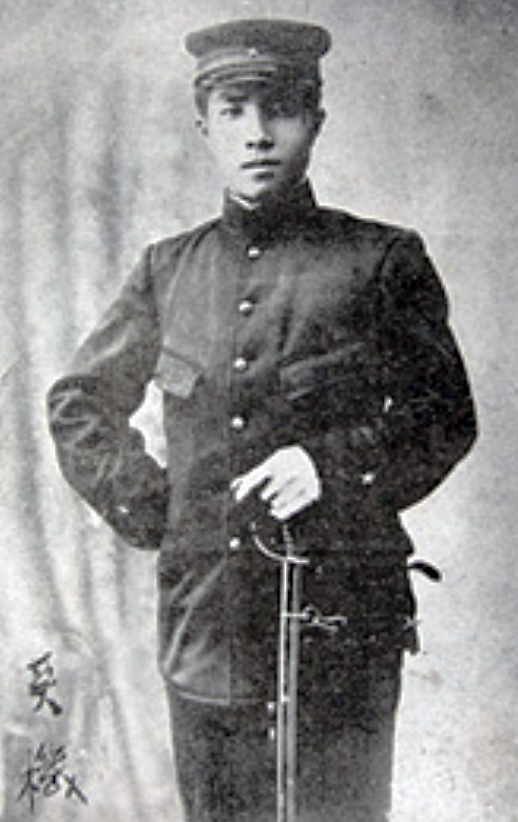
東條英機年少時

1948年11月12日，東條英機被同盟國的東京軍事法庭以甲級戰犯的身分判處絞首死刑，并押送到位于日本东京的巢鸭监狱。1948年12月23日零时10分30秒，绞刑执行。屍體被送到橫濱的久保山火葬場火化，骨灰没有被归还家属，美军弗瑞森少校乘坐联络机飞至横滨以东约30英里处的太平洋上空，将东条英机的骨灰大范围地抛洒进入了海裡。但仍有部分遺骨葬於杂司谷灵园和殉國七士廟。1978年，東條英機與其他甲級戰犯一起被供奉在靖國神社。
由於日本的戰爭罪行大多是東條英機授權的，對於在亞洲戰爭死亡的千萬平民、被虐待的上萬盟軍戰俘、以及研究使用生化武器等情況，他被認為負有最高責任。
東條英機也是迄今唯一被處決的內閣總理大臣。

## 榮譽

### 位階
- 1905年（明治38年）5月26日 - 正八位[14][15]
- 1908年（明治41年）3月20日 - 從七位[14][16]
- 1913年（大正2年）5月20日 - 正七位[14][17]
- 1918年（大正7年）7月10日 - 從六位[14][18]
- 1923年（大正12年）11月30日 - 正六位[14][19]
- 1928年（昭和3年）9月15日 - 從五位[14][20]
- 1933年（昭和8年）4月1日 - 正五位[14][21]
- 1937年（昭和12年）12月26日 - 從四位[14][22]
- 1939年（昭和14年）2月1日 - 正四位[14]
- 1940年（昭和15年）8月1日 - 從三位[14][23]
- 1942年（昭和17年）8月15日 - 正三位[14][24]
- 1944年（昭和19年）7月28日 - 從二位[14]

### 日本勳章
- 1906年（明治39年）4月1日 - 勲六等瑞寶章・明治三十七八年從軍記章[14]
- 1913年（大正2年）5月31日 - 勲五等瑞寶章[14][25]
- 1920年（大正9年）6月25日 - 勲四等瑞寶章[14][26]
- 1920年（大正9年）11月1日 - 旭日小綬章・大正三年乃至九年戰役從軍記章[14]
- 1928年（昭和3年）9月29日 - 勲三等瑞寶章[14][27]
- 1934年（昭和9年）4月29日 - 勲二等旭日重光章・昭和六年乃至九年事變從軍記章[14]
- 1937年（昭和12年）7月7日 -  勲一等瑞寶章[14]
- 1940年（昭和15年）
  - 4月29日 -  功二級金鵄勲章・支那事變從軍記章[14]
  - 9月11日 -  旭日大綬章[14][28]

### 外國勳章
- 1937年（昭和12年）12月1日 - 滿州帝國：勲一位柱國章[29]
- 1940年（昭和15年）9月9日 - 滿州帝國：勲一位景雲章[30]
- 1941年（昭和16年）6月27日
  - 義大利：大十字級聖莫里斯・拉撒路勳章（英语：Order of Saints Maurice and Lazarus）[31]
  - 泰國：大十字級白象勳章[31]
- 特等白象勳章 ：1942年（昭和17年）2月9日 - 泰國[32]
- 特級同光勲章：1943年（昭和18年）6月2日 - 汪精衛政權[33]
- 勲一位龍光大綬章 ：1942年（昭和17年）9月14日 - 滿州帝國[34]
- 大十字級朱拉隆功勋章 ：1943年（昭和18年）7月23日 - 泰國[35]
- 德意志鷹勳章大十字章（英语：Order of the German Eagle） ：1940年（昭和15年）1月18日 - 德意志國[36]
- 建國神廟創建紀念章 ：1942年（昭和17年）2月20日 - 滿州帝國[37]

## 评价
日本投降後，相形於許多自殺的日本陸軍大將如杉山元、田中靜壹、阿南惟幾等等，東條英機用手槍自杀未遂的事實，形成一種被批評的原因。山田風太郎曾说「他为何不像阿南惟幾一样用刀自杀，而去学外国人用手枪，还落得个自杀不成？对于曾经发布过『宁死也不当敌虏』战训的他，日本人只有抱以苦笑。」但是山田也提到东条在日本人心中并非希特勒一样的怪物，而是败战牺牲品的象征。
中華民國前副總統李宗仁在其回憶錄中總結日本在二戰中失敗的原因時認為「東條英機是集中了日本軍國教育培訓體制下所有弊端的一個代表：無知、愚昧、短視、膽大......而唯一的優點只有外在儀表舉止端正這一項。」

## 家庭背景

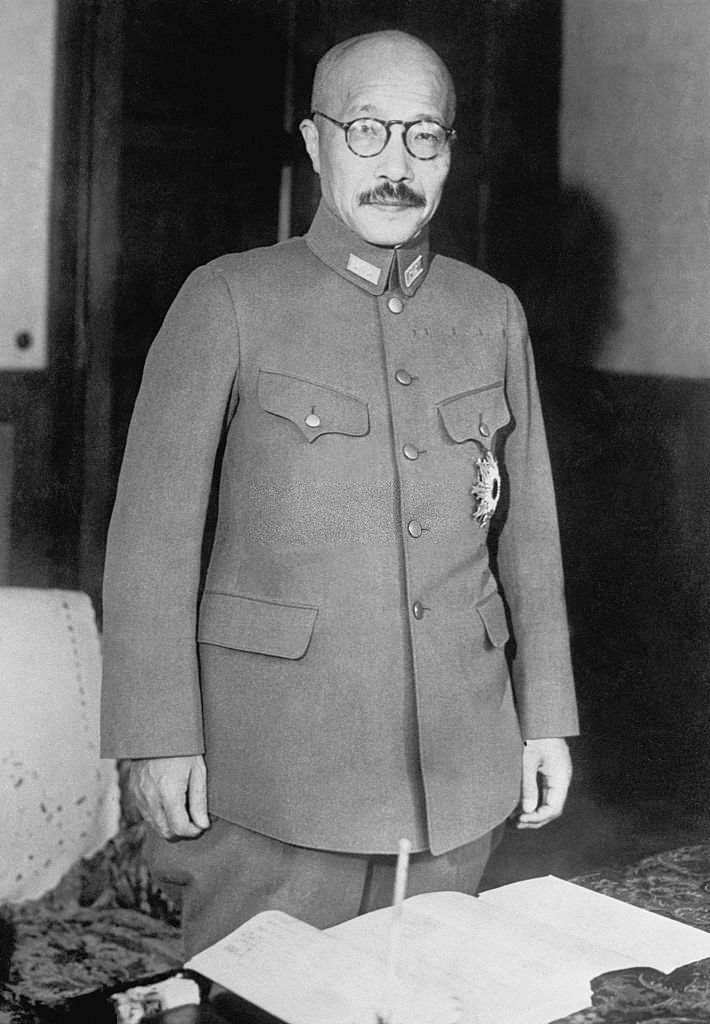
東條英機

長子東條英隆與東條英機不和，未受到父親的照顧，戰後東條英機從巢鴨監獄致電東條英隆，希望能夠再見一面，东条英隆說道：「還有什麼能夠留戀的嗎？」
東條英機的次子東條輝雄在戰時參與戰機的設計和戰後的運輸機和汽車設計，1980年代曾任三菱重工業的副社長、社長和會長。
東條英機的長孫女东条由布子出生於朝鲜京城（今韩国首尔），為日本非營利性組織「保護環境機構」前理事長。2007年5月，她宣布以獨立參選人的身分參加日本參議員選舉，並在2007年7月落選，而後於2013年2月15日病逝。

## 轶事
- 东条英机在青山小学就读时，曾在练兵场与一个高年级的学生发生争执，被按倒在地却一直不服输，最后高年级的学生先松手走开了。这件事以后，东条英机因为其倔强而被称为“打架王东条”。[40]

## 藝術形象
- 《決戰中途島》：井田裕本饰演
- 《天皇》：火野正平饰演
- 《东方战场》：木村荣饰演
- 《东京审判》：星野晃饰演

## 外部連結
- WW2DB：東條英機

| 官衔            | 官衔                            | 官衔              |
| --------------- | ------------------------------- | ----------------- |
| 前任： 近衛文麿 | 日本內閣總理大臣 1941年－1944年 | 繼任： 小矶国昭   |
| 政府职务        |                                 |                   |
| 前任： 畑俊六   | 日本陸軍大臣 1940年－1944年     | 繼任： 杉山元     |
| 前任： 田辺治通 | 日本內務大臣 1941年－1942年     | 繼任： 湯沢三千男 |
| 政党职务        |                                 |                   |
| 前任： 近衞文麿 | 大政翼贊會總裁 1941年－1944年   | 繼任： 鈴木貫太郎 |